# True Love Will Never Fade
"True Love Will Never Fade", utwór i pierwszy singel z albumu Marka Knopflera Kill to Get Crimson.  Piosenka była początkowo dostępna wyłącznie jako plik MP3 (dostępny w Europie), w Anglii ukazała się także na płycie winylowej, na singlu zamieszczono także koncertową wersję utworu "Boom, Like That".  Pierwszym singlem wydany na rynku amerykańskim był singel "Punish The Monkey".